# Parchís
Parchís (Парчи́с) — испанская детская музыкальная группа. Была популярна в первой половине 1980-х годов.
Диски группы разошлись в миллионах экземпляров. Среди её самых известных песен — «La Canción de Parchís» («Песня Парчис») и «Corazón de Plomo» («Свинцовое сердце»).

## История
Группа была создана в 1979 году в Испании; в составе было пять детей: Тино, Иоланда, Хемма, Оскар и Давид.
Добился популярности коллектив очень быстро. Группа давала много концертов, в том числе и в Южной Америке, снималась в кино.
Группа Парчиз была самой первой в той волне популярности детских музыкальных групп, что достигла пика в Испании и Латинской Америке в середине 1980-х годов. Тогда, в частности, прогремели такие детские группы, как «Менудо» (одним из участников которой был Рики Мартин) и «Тимбириче» (среди участников которой была Паулина Рубио).
В 1985 году группа распалась. Надо сказать, что потом никто из участников сольно карьеры не продолжил. Точнее, попытки начать сольную карьеру были, но все закончились неудачей — успеха никто не добился. Единственное, кто добился успехов из этой пятёрки — это Иоланда Вентура, ставшая мексиканской актрисой.

## Состав
- Тино[исп.] (1979—1983) — красная фишка
- Иоланда Вентура (1979—1985) — жёлтая фишка
- Хемма[исп.] (1979—1985) — зелёная фишка
- Дави́д (1979—1984) — белый кубик
- О́скар (1979—1981) — голубая фишка
- Франк[исп.] (1981—1985) — 2-я голубая фишка
- Чус (1983—1985) — 2-я красная фишка
- Миче́л (1984—1985) — 2-й белый кубик